# 바이 바이 버디 (영화)
《바이 바이 버디》(Bye Bye Birdie)는 1963년 미국의 뮤지컬 코미디 영화다. 동명의 연극 작품에 기반한다. 마이클 스튜어트의 책을 어빙 브레처가 극으로 각색했으며 찰스 스트라우스가 음악, 리 애덤스가 가사를 썼고, 조지 시드니가 감독했다. 딕 밴다이크가 앨버트 피터슨, 모린 스테이플턴이 메이 피터슨, 재닛 리가 로시 드레온, 폴 린드가 헤리 맥어피, 보비 리델이 휴고 피바디, 앤 마그릿이 킴 맥어피를 맡았다. 딕 밴다이크는 이 영화로 처음 은막에 데뷔했다. 다이크와 폴 린드는 이미 연극에서도 같은 캐릭터를 분한 바 있다.
1957년 엘비스 프레슬리가 군으로 끌려가면서 생긴 소동에 착안한 작품이다. 제시 피어슨이 극중 콘라드 버디라는 틴 아이돌을 연기하는데, 여기서 콘라드 버디는 역시 동시대의 팝 가수 콘웨이 트위티의 말장난이다. 사실 프레슬리 본인이 출연하기로 낙점되었으나, 매니저 톰 파커 대령 때문에 무산당했다. 파커 대령이 프레슬리 본인을 패러디한 캐릭터가 존재한다는 발상 자체를 싫어한 까닭이었다. 다만 CBS의 유명 버라이어티 사회자 에드 설리번은 본인 역에 출연했다. 앤 마그릿은 이 영화를 통해 1960년대 중반 슈퍼스타로 부상, 이를 계제로 1964년에는 진짜 엘비스와 《비바 라스베가스》를 찍었다.
2006년 《엔터테인먼트 위클리》 선정 최고의 고등학교 영화 50선에서 38위에 올랐다.

## 출연

### 주연
- 딕 반 다이크
- 앤 마그렛
- 자넷 리

### 조연
- 폴 린드
- 모린 스태플튼
- 에드 설리반
- 메리 라로체
- 마이클 에반스
- 프랭크 앨버트슨
- 프랭크 설리
- 로버트 페이지
- 그레고리 모턴